# Porphyridiales 3
Porphyridiales 3,no sistema de classificação de Müller et al. (2001) , é o nome botânico  de uma ordem de algas vermelhas   da classe Bangiophyceae.

## Gêneros
- Gêneros: Porphyridium, Flintiella

- Müller et al. não indicaram uma família formal para estes gêneros.
- O sistema de classificação de Saunders e Hommersand (2004) validou como ordem Porphyridiales, incluindo como família Porphyridiaceae.